# Edinburg (Maine)
Edinburg és una població dels Estats Units a l'estat de Maine (EUA). Segons el cens del 2000 tenia 98 habitants.

## Demografia
Segons el cens del 2000, Edinburg tenia 98 habitants, 44 habitatges, i 28 famílies. La densitat de població era d'1,1 habitants/km².
Dels 44 habitatges en un 15,9% hi vivien nens de menys de 18 anys, en un 59,1% hi vivien parelles casades, en un 6,8% dones solteres, i en un 34,1% no eren unitats familiars. En el 22,7% dels habitatges hi vivien persones soles el 6,8% de les quals corresponia a persones de 65 anys o més que vivien soles. El nombre mitjà de persones vivint en cada habitatge era de 2,23 i el nombre mitjà de persones que vivien en cada família era de 2,69.
Per edats la població es repartia de la següent manera: un 15,3% tenia menys de 18 anys, un 5,1% entre 18 i 24, un 21,4% entre 25 i 44, un 45,9% de 45 a 60 i un 12,2% 65 anys o més.
L'edat mediana era de 48 anys. Per cada 100 dones de 18 o més anys hi havia 102,4 homes.
La renda mediana per habitatge era de 52.083 $ i la renda mediana per família de 56.875 $. Els homes tenien una renda mediana de 35.000 $ mentre que les dones 21.250 $. La renda per capita de la població era de 24.526 $. Cap de les famílies i el 2,9% de la població estaven per davall del llindar de pobresa.